# Partizán de Belgrado
El Partizán de Belgrado (en serbio: Фудбалски клуб Партизан [Fudbalski klub Partizan]) es un club de fútbol serbio con sede en la capital Belgrado. Fue fundado el 4 de octubre de 1945 como parte de la Sociedad Deportiva Partizan y actualmente juega en la Superliga de Serbia. El club disputa sus partidos como local en el estadio Partizan, que tiene una capacidad para 33 000 espectadores.
En su larga historia, el Partizán de Belgrado ha ganado 46 trofeos oficiales, cuenta con 27 campeonatos nacionales (11 ligas de Yugoslavia, 8 ligas de Serbia y Montenegro y 8 superligas de serbia), 16 copas nacionales (6 copas de Yugoslavia, 3 copas de Serbia y Montenegro y 7 copas de Serbia) y una Supercopa nacional de Yugoslavia; mientras que a nivel internacional ganó la Copa Mitropa en 1978 y ganó la Uhrencup en 1989. El Partizán disputó el primer partido de la historia de la Copa de Europa al enfrentarse al Sporting de Portugal en 1955; posteriormente se convirtió, también, en el primer club de Europa del Este en alcanzar la final de la Copa de Europa en 1966 y fue el primer club de Serbia en participar en la fase de grupos de la Liga de Campeones de la UEFA desde que cambiase en 1992 a su denominación actual. El equipo de segunda división FK Teleoptik es también propiedad del Partizán.
Muy célebre en el fútbol internacional es la gran rivalidad que mantiene con el Estrella Roja de Belgrado contra el cual disputa el Derbi Eterno de Belgrado. Según una encuesta reciente, el Partizán es el segundo club de fútbol más popular en Serbia por detrás de sus rivales del Estrella Roja, con el 30,5 por ciento de la población apoyando al club.
Tras consagrarse campeón de la Superliga en la temporada 2011-12, se transformó en el primer club serbio de Primera División en obtener 5 títulos locales consecutivos, ya que también había logrado los campeonatos de 2007-08, 2008-09, 2009-10 y 2010-11.

## Historia

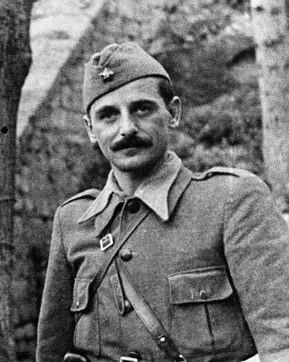
Koča Popović, uno de los fundadores del FK Partizán, en 1943.

### Fundación y primeros años (1945-1958)
El Partizán fue fundado el 4 de octubre de 1945 en Belgrado como una sección de fútbol de la Casa Central del Ejército yugoslavo "Partizán", y recibió su nombre por los partisanos yugoslavos, la formación comunista militar durante la Segunda Guerra Mundial en Yugoslavia. El club fue formado y administrado inicialmente por un grupo de jóvenes oficiales de alto rango del Ejército Popular Yugoslavo. Entre ellos se encontraban Svetozar Vukmanović, Koča Popović y Ratko Vujović. Dos días después de su creación, el Partizán dio su primer paso en la escena del fútbol, con la celebración de un partido amistoso contra una selección de Zemun que terminó 4-2. Florijan Matekalo entró la historia del club como el autor del primer gol en la historia del Partizán, mientras que Franjo Glazer fue el primer entrenador. Apenas tres semanas después, el Partizán hizo el primero de muchos viajes internacionales a Checoslovaquia, donde vencieron a la selección del Ejército eslovaco por 3-1. En ese momento, pocos meses después de que terminase en Yugoslavia la Segunda Guerra Mundial, no había competiciones de fútbol organizadas que hubiesen sido rehabilitadas, por lo que el Partizán solo jugó partidos amistosos y torneos tanto nacionales como extranjeros.
Finalmente en agosto de 1946, comenzó la nueva Liga yugoslava, por lo que el Partizán jugó su primer partido oficial superando al Pobeda Skoplje con 1-0. Desde el club tuvieron las más altas ambiciones desde el principio, que atrajo a algunos de los mejores jugadores de todo el país como Stjepan Bobek, Miroslav Brozović, Zlatko Čajkovski, Kiril Simonovski, Bela Palfi, Franjo Rupnik, Prvoslav Mihajlović, Aleksandar Atanacković, Miodrag Jovanović, Vladimir Firm, Ratko Čolić y Franjo Šoštarić. El veterano Illés Spitz se convirtió en entrenador y pasó los próximos catorce años en diversos cargos en el club. Su puesta en práctica de los mejores métodos de entrenamiento de Europa y las tácticas de juego, combinado con equipo dotado técnicamente, fue fundamental para ganar el primer campeonato en la temporada debut, junto con su primer título de Copa, por lo que en su primera temporada el Partizán logró el doblete. El título del segundo campeonato lo ganó en la temporada 1948-49. En ese momento, el Partizán disputaba sus partidos como local en el viejo estadio del BSK hasta 1949, cuando construyó su propio estadio en el mismo sitio y con el nombre de Stadion JNA (estadio del Ejército Popular Yugoslavo).
En 1950 el club evolucionó a partir de una sección de fútbol del Ejército hasta convertirse en un club independiente bajo el paraguas de la organización JSD Partizan. El primer presidente del club fue Ratko Vujović. En 1953 las conexiones restantes formales entre el club y el Ejército fueron eliminadas. Aunque durante la década de 1950 el Partizán tenía un equipo fuerte, liderado por jugadores del equipo nacional como Stjepan Bobek, Zlatko Čajkovski, Miloš Milutinović, Marko Valok, Bruno Belin, Tomislav Kaloperović y Branko Zebec, el club pasaba por un mal momento en el campeonato nacional y solo pudo ganar la Copa en 1952, 1954 y 1957. A pesar de la ausencia de títulos nacionales, las grandes actuaciones del Partizán en torneos europeos logró que ganase una considerable fama continental. El 4 de septiembre de 1955, el Partizán debutó en la Copa de Europa en Lisboa contra el Sporting CP. El resultado final fue 3-3, con Milutinović convertido en el máximo goleador por primera vez en la competición de clubes más prestigiosa de Europa.

### Generación de oro (1958-1966)
A mediados de 1950 apareció la primera gran generación de jugadores del Partizán. Solo dos títulos y cuatro copas en los primeros quince años de existencia no fueron suficientes para la ambición y la popularidad del club. En 1958 dejó atrás trece años de jugar en azul y rojo y adoptó sus representativos colores blanco y negro. El cambio en la imagen del club y la apariencia fue seguido por un cambio radical en el estilo de juego. Se dio paso a una serie de futbolistas procedentes todos de las categorías inferiores en una generación conocida como Partizanove bebe ("los bebés del Partizán") que pronto cosechó sus primeros éxitos europeos.

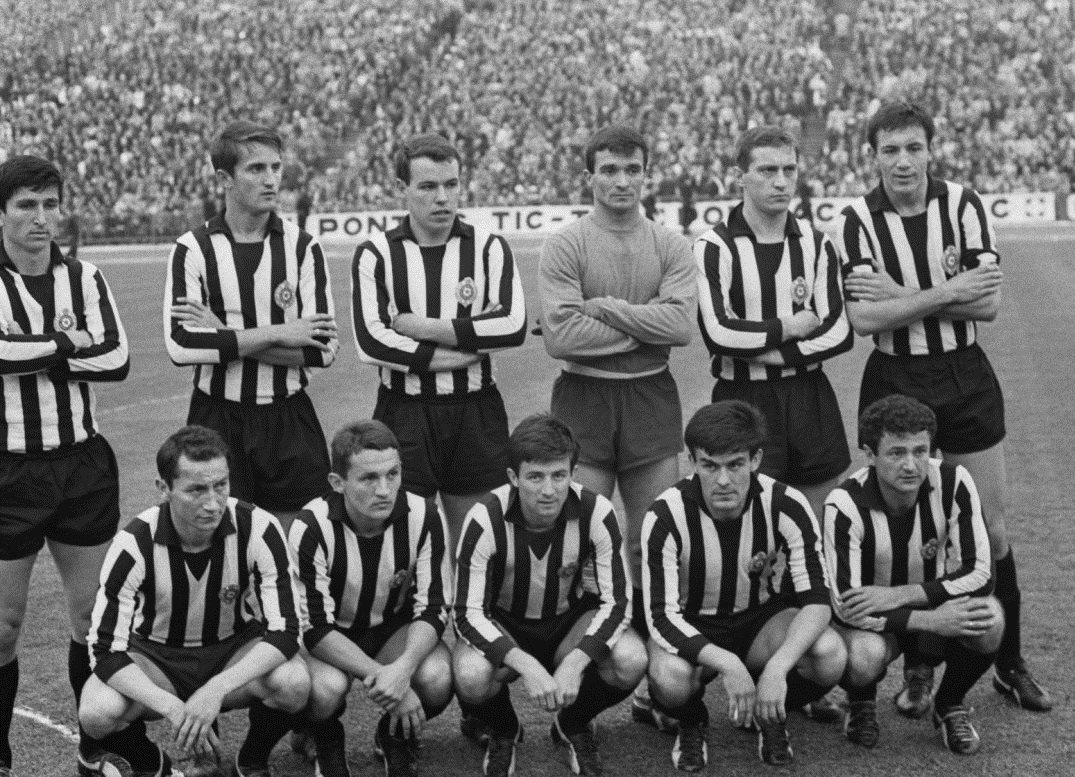
Alineación del equipo en la final contra el Real Madrid en 1966.

Los jugadores que encabezaron esa oleada de talentos fueron Milutin Šoškić, Fahrudin Jusufi, Jovan Miladinović, Velibor Vasović, Milan Galić, Ilija Mitić, Zvezdan Čebinac, Lazar Radović, Vladica Kovačević y Velimir Sombolac. Muy pronto, se les unió Ljubomir Mihajlović, Mustafa Hasanagić, Ivan Ćurković, Josip Pirmajer, Branko Rašović y Radoslav Bečejac. Los entrenadores Spitz, Matekalo y Bobek supervisaban y guiaban su desarrollo. La decisión de confiar en los jóvenes dio rápidamente resultados y el Partizán consiguió tres títulos de liga consecutivos en 1960-61, 1961-62 y 1962-63. Su estilo de juego ofensivo le valió al club su popular apodo de Parni valjak ("la apisonadora"). En la temporada 1964-65 el equipo logró su cuarto título en cinco años.
La Copa de Europa 1965-66 fue el premio a la trayectoria de esta generación. Dirigidos por Abdulah Gegić, de eliminaron al Nantes (2-0, 2-2) y Werder Bremen (3-0, 1-0) en las dos primeras rondas, antes de enfrentarse al Sparta Praga en los cuartos de final. En el partido de ida, celebrado en Praga, el Partizán sufrió una dura derrota 4-1, pero en el partido de vuelta en Belgrado, el Partizán logró una convincente victoria por 5-0 frente a 50.000 espectadores y con un marcador global de 6-4 se clasificó para las semifinales. Su rival fue el Manchester United, con George Best y Bobby Charlton en el terreno de juego. El Partizán ganó en el partido de ida en el estadio del Ejército Popular Yugoslavo por 2-0 y resistió a la fuerte presión de Old Trafford, perdiendo por un gol a cero, por lo que el resultado quedó 2-1 en el global que eliminaba los gigantes ingleses. Los jóvenes del Partizán lograron el mayor éxito en la historia del Partizán y del fútbol yugoslavo hasta ese momento al hacerse con un lugar en la final de la Copa de Europa contra el Real Madrid, heptacampeón de Europa. El partido final se jugó el 11 de mayo de 1966, en el estadio Heysel de Bruselas. Hasta el minuto 70 el Partizán fue ganando por 0-1 con un gol de Velibor Vasović, pero acabó perdiendo 2-1 ante los españoles. El Partizán se convirtió en el primer club de Europa del Este que había jugado en una final europea.

### Crisis deportiva y breve retorno (1966-1982)
El aumento repentino de la reputación del equipo de Partizán no fue seguida por un incremento en la estructura organizativa. Después de la derrota en la final de la Copa de Europa, la administración del club entró en una importante crisis organizativa. Todos los jugadores más importantes firmaron por clubes de las principales ligas y la prometedora generación se dispersó. Este fue un período de resultados mediocres y durante una década no consiguieron ganar ningún título. Pocos jugadores se mantuvieron de la anterior generación, solo Milan Damjanović, Blagoje Paunović y Borivoje Đorđević. La crisis institucional afectó a la estabilidad deportiva y los entrenadores eran destituidos tras periodos de tiempo muy breves. La llegada de Momčilo Vukotić y Nenad Bjeković significó días mejores para el equipo balcánico.
El 11 de julio de 1976 en Liubliana, el Partizán jugaba el último partido de la temporada contra el Olimpija y necesitaba una victoria para alzarse con el título por delante de sus rivales del Hajduk Split. En el último segundo antes del pitido final Bjeković anotó el gol de la victoria y el Partizán ganó 0-1. El séptimo título de liga llegó finalmente a las vitrinas del Partizán después de una década de espera con nueva generación de jugadores, como Vukotić, Bjeković, Rešad Kunovac, Ilija Zavišić, Refik Kozić, Ivan Golac, Radmilo Ivančević, Boško Đorđević o Nenad Stojković. El Partizán ganó su octavo título en la temporada 1977-78 y en ese mismo año ganó la Copa Mitropa. El Partizán terminó primero en el Grupo A, por delante del Perugia y Zbrojovka Brno y derrotó a los húngaros del Honvéd en la final por 1-0.
Inesperadamente, la temporada siguiente 1978-79 resultó ser la peor en la historia del Partizán. El club terminó 15.º en la liga y apenas pudo evitar el descenso con una victoria por 4-2 contra el Budućnost en el último partido. La nueva crisis fue grave, que se reflejó en los resultados de la siguiente temporada, cuando el Partizán terminó 13.º. El club necesitó dos temporadas más para recuperarse de esta nueva crisis deportiva.

### La generación malograda de Dragan Mance (1982-1989)
Se formó una nueva generación dorada del Partizán formada por Momčilo Vukotić, Nenad Stojković y Nikica Klinčarski a los que se les unieron Ljubomir Radanović, Zvonko Živković, Zoran Dimitrijević y Dragan Mance. Los Crno-beli (blanquinegros) se proclamaron campeones de la temporada 1982-83, en gran parte debido a las extraordinarias actuaciones de su joven estrella Dragan Mance, quien ayudó al Partizán de ganar la liga al anotar 15 goles, convirtiéndose en un favorito de los seguidores. También dirigió al club en su participación en la Copa de la UEFA 1984-85 en segunda ronda frente al Queens Park Rangers, uno de los partidos más memorables en la historia del club. El Queens Park Rangers ganó el partido de ida 6-2, pero el Partizán venció en el partido de vuelta en Belgrado por 4-0 y logró la clasificación. Este partido fue situado en la 70.ª posición entre los Top 100 mejores partidos en la historia del fútbol, en una encuesta organizada por Eurosport en septiembre de 2009. El 3 de septiembre de 1985 Dragan Mance perdió la vida trágicamente en un accidente de coche en la autopista E75 a su paso por Novi Sad y Belgrado. El futbolista tenía solo 22 años de edad y se encontraba en la cima de su carrera. En su honor, la calle junto al estadio de los dos clubes de Belgrado lleva su nombre.
En la temporada 1985-86, el Partizán ganó el título con un triunfo 4-0 sobre Željezničar, debido a la mejor diferencia de goles que el segundo clasificado, el Estrella Roja. Sin embargo, el presidente de la Federación Yugoslava Slavko Šajber decidió que toda la ronda final de partidos tuvo que ser repetida, después de las acusaciones de que algunos resultados habían sido amañados. El Partizán se negó a repetir su partido, después de lo cual el partido se adjudicó por 3-0 al Željezničar, y el título fue otorgado a su eterno rival del Estrella Roja, que llegó a jugar en la Copa de Europa 1986-87. Debido a estos eventos, los doce clubes comenzaron la siguiente temporada de 1986-87, con seis puntos menos, el Partizán entre ellos. El Vardar, que no habían sido castigado con esos seis puntos, ganó el título, y participó en la Copa de Europa 1987-88. Sin embargo, después de una serie de apelaciones y demandas judiciales que eventualmente llevaron a la Corte Constitucional Yugoslava, la tabla clasificatoria final de la temporada 1985-86 acabó con el Partizán como campeón, reconocido oficialmente a mediados de 1987. Además, la deducción de puntos de la temporada 1986-87 fue anulada, y el título fue dado al Partizán, quien encabezó la clasificación sin la deducción. Estas polémicas actuaciones en el fútbol balcánico impidieron que esta generación de jóvenes talentos del club mostrase todo su potencial en Europa.
El Partizán pasó los últimos años de la RFS Yugoslavia experimentando importantes cambios organizativos. En 1989, el exportero Ivan Ćurković se convirtió en el presidente del club, mientras que Mirko Marjanović se convirtió en el presidente de la junta directiva del Partizán. Los jugadores más importantes del Partizán en estos últimos años fueron Predrag Mijatović, Slaviša Jokanović, Predrag Spasić, Dragoljub y Branko Brnović, Budimir Vujačić, Vujadin Stanojković, Darko Milanič y Džoni Novak. Sin embargo, esta gran generación se vio ensombrecida por la absoluta dominación de sus rivales del Estrella Roja, tanto en la liga doméstica como en Europa. El Partizán solo ganó la Copa de 1989, 32 años después de la última victoria en esa competición. El último trofeo ganado antes de la desintegración de Yugoslavia fue la Supercopa Yugoslava de 1989, la primera y única organizada, y el prestigioso Uhrencup que se juega cada año en Suiza, y esa temporada el Partizán fue el tercer trofeo de la temporada. En 1987, el Partizán fichó a los primeros jugadores extranjeros, los futbolistas internacionales chinos Jia Xiuquan y Liu Haiguang.

### Etapa post-Yugoslavia y éxito en Serbia (1993-2008)
Después de la desintegración de RFS Yugoslavia, el Partizán ganó dos títulos consecutivos en 1993 y 1994. Posteriormente logró tres campeonatos en 1996, 1997 y 1999. Partizán también ganó las copas nacionales en 1992, 1994 y 1998. El hombre clave de estos trofeos fue Ljubiša Tumbaković, que se convirtió en el técnico más exitoso en la historia del Partizán. En 1997, el Partizán fue reintroducido en las competiciones europeas tras el levantamiento de la prohibición de la UEFA sobre los clubes de la República Federal de Yugoslavia. Esta década estuvo marcada por los cambios en el equipo y la venta de los mejores jugadores a los clubes europeos más ricos después de un par de temporadas en el primer equipo de fútbol y su sustitución por nuevos jóvenes talentos. En estos momentos el club contaba en sus filas con futbolistas como Ivan Tomić, Gjorgji Hristov, Savo Milošević, Albert Nađ, Dragan Ćirić, Zoran Mirković, Đorđe Tomić, Ivica Kralj y Mateja Kežman.

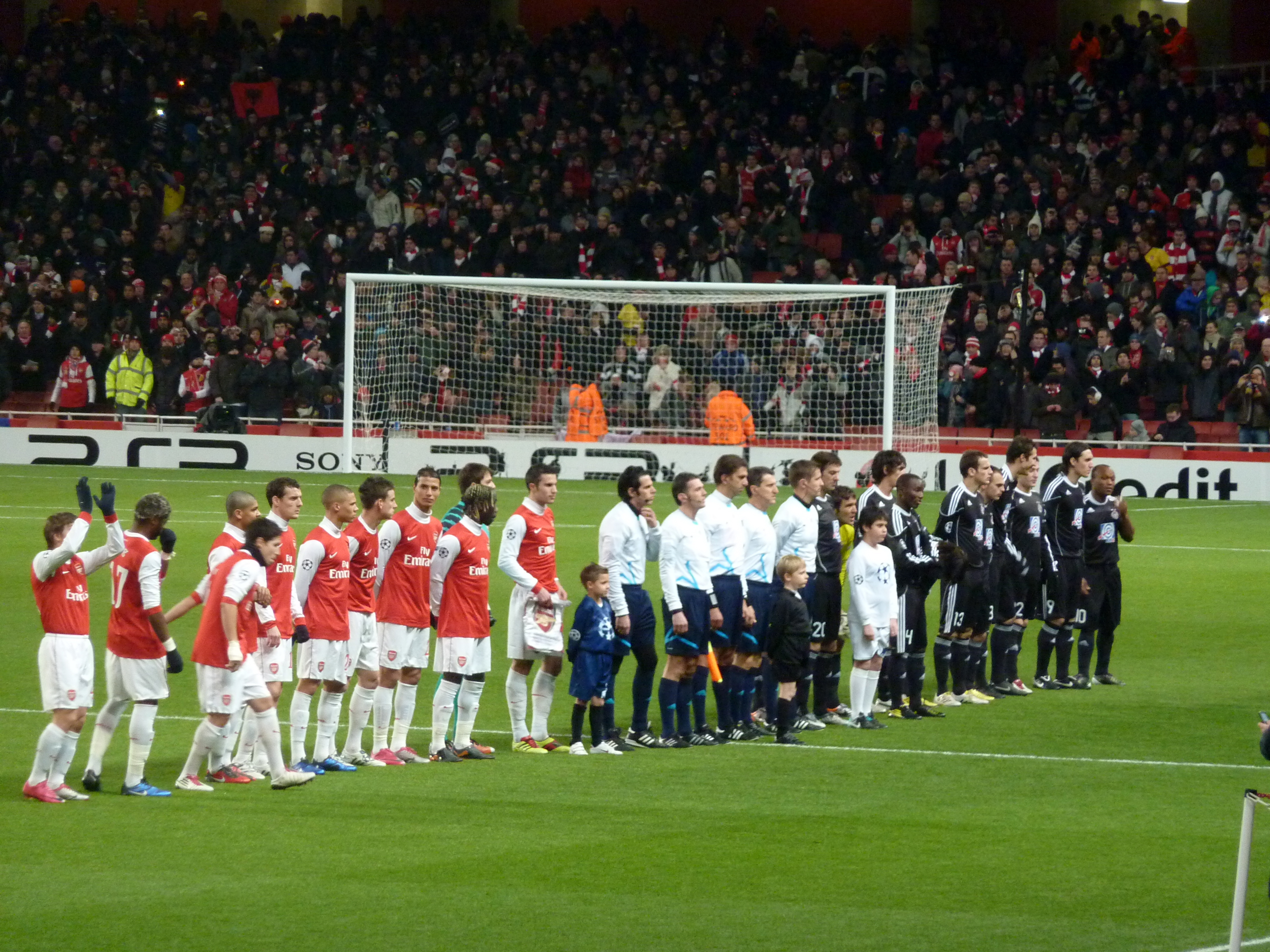
Imagen de los prolegómenos del partido de Liga de Campeones entre Arsenal y Partizán en Londres.

En los siguientes once años, el Partizán ganó siete campeonatos nacionales (2002, 2003, 2005, 2008, 2009, 2010, 2011), cuatro Copas y consiguió clasificarse dos veces para la Liga de Campeones de la UEFA. La primera vez, el club jugó en la Liga de Campeones 2003-04, después de eliminar el Newcastle United. El Partizán quedó encuadrado en un complicado grupo con el Real Madrid, FC Porto (en ese momento campeón de la Copa de la UEFA y campeón finalmente de esta competición) y el Olympique de Marsella (subcampeón el año anterior de la Copa de la UEFA). El equipo se mostró imbatible en casa, empatando con el Real Madrid (0-0), FC Porto y el Olympique de Marsella (ambos con empate a un gol), pero perdieron en Madrid (1-0), Marsella (3-0) y Oporto (2-1). El Partizán es el primer, y hasta ahora el único equipo serbio en calificarse para la fase de grupos de esta competición europea desde sus denominación actual de Liga de Campeones en 1992. Por segunda vez se clasificó para la Liga de Campeones de la UEFA 2010-11 tras vencer al RSC Anderlecht en la ronda previa. El sorteo de la fase de grupos decidieron que el Partizán jugó en el grupo H, junto con el Arsenal FC, Shajtar Donetsk y el SC Braga. En la primera jornada, el Partizán perdió ante el Shajtar en el Donbass Arena en Donetsk por un gol a cero. El siguiente partido fue jugado contra el Arsenal en el estadio de Partizán y perdió 1-3, después de haber jugado con un hombre menos desde el minuto 30 del partido. En los dos partidos contra el Braga, el Partizán no pudo anotar y perdió los dos partidos (2-0 en Braga, 0-1 en Belgrado). Las dos últimas jornadas del grupo también fueron derrotas ante el Shajtar Donetsk (0-3) en Belgrado y 3-1 en el Emirates Stadium ante el Arsenal.
En la Copa de la UEFA 2004-05, el Partizán llegó a la ronda de los dieciseisavos de final en la Copa de la UEFA, donde fue eliminado por el CSKA Moscú, club que se convertiría en el campeón de esa misma temporada. En la Copa de la UEFA 2007-08 el Partizán fue expulsado y sancionado con una multa de 30.056 € tras los graves incidentes contra los seguidores rivales durante el derbi balcánico ante el HŠK Zrinjski Mostar, después de ganarles por un marcador global de 11-1. Las temporadas 2007-08 y 2008-09 se mantendrán como unas de los más exitosas en la historia del fútbol doméstico para el club. En la temporada 2008-09 el club revalidó su doblete de liga y copa conseguido en la temporada anterior 2007-08. El 21 de julio de 2009, el Partizán eliminó al Rhyl FC, campeón de Gales, con un resultado de 8-0 y 12-0 en el global de la eliminatoria. Este resultado es el mayor margen de goles conseguido en las competiciones europeas.
El club continuó en su línea histórica vendiendo a sus futbolistas más destacados a los clubes de las ligas europeas más potentes. Algunos de los jugadores que ayudaron a conseguir los dos dobletes consecutivos del Partizán fueron ascendidos desde las categorías inferiores del club como Igor Duljaj, Milan Smiljanić, Danko Lazović, Saša Ilić, Ivica Iliev, Stevan Jovetić o Ivan Obradović. Otros, en cambio, llegaron de otros clubes pero destacaron en el Partizán, como Zoran Tošić, Cléo o Mladen Krstajić.

## Símbolos del club

### Equipación y colores
Hasta la década de 1970 los clubes de Europa no vestían aún camisetas de fabricantes deportivos. A mediados de los años 1970 la equipación del Partizán consistía en camisetas blancas con rayas negras con cuello y pantalones cortos de la marca alemana Adidas. Desde la temporada 1978-79 el primer contrato del Partizán de larga duración fue con el fabricante serbio Sport. La cooperación con Sport se mantuvo hasta principios de la primavera de 1982-83, cuando el Partizán volvió a Adidas, vestido con camiseta a rayas por lo general con líneas finas. A finales de los años 1980, los pantalones cortos casi siempre fueron blancos, al igual que los calcetines. Adidas solo cambió el diseño del cuello de la camisa y el color de las mangas. Desde 1983 a 1985 la camiseta era blanca, y luego negro en 1985-86 y 1986-87, volviendo a las camisetas blancas a finales de 1987.
A principios de 1990, el Partizán dejó Adidas después de siete años y firmó un contrato con un fabricante deportivos suizo llamado Vocado. La temporada siguiente, Vocado regresó con las camisetas de rayas clásicas, es una camiseta en la que el Partizán ganó la Copa de Yugoslavia en 1992. Muy recordada fue la primera camiseta de color rojo y azul después de más de 30 años usada en Malta contra el Hibernians en la Copa de la UEFA en 1990. Las siguientes sanciones y la incapacidad para encontrar un patrocinador extranjero, llevó al Partizán a vestir toda clase de vestimentas deportivas con el fabricante Admiral, y en 1993 con un uniforme blanca de Diadora para el derbi de Belgrado, mientras que el derbi en casa lo utilizó con equipación de la marca Umbro. Para la temporada 1994-95 firmó un nuevo contrato con el patrocinador técnico japonés Asics, mientras que desde 1996-97 el fabricante estadounidense Nike elaboró la nueva ropa del club. Nike lanzó la nueva camiseta en 1998-99 con colores principalmente blancos y tonos de color azul en el cuello.
En la primavera de 2000, el Partizán encontró en el fabricante local NAAI su nuevo proveedor de equipamiento deportivo, pero desde 2000–01 firmó con Puma. Las camisetas como local de rayas eran idénticas a las fabricadas por Nike de la temporada 1996-97 y 1997-98. Más tarde, en la temporada 2003–04 Kappa se encargó de las nuevas equipaciones. En la primera temporada, las rayas de la camiseta eran muy finas y luego se trasladó a unas más anchas. Durante todo este tiempo hubo varios diseños en las segundas equipaciones, pasando del color gris, rojo y azul, blanco y negro. En la temporada 2010-11 el Partizán volvió a la tradicional marca Adidas.

### Indumentaria y patrocinadores
| Periodo         | Proveedor |
| --------------- | --------- |
| 1978-1982       | Sport     |
| 1982-1989       | Adidas    |
| 1989-1992       | Vocado    |
| 1992-1994       | Admiral   |
| 1994-1996       | Asics     |
| 1996-2000       | Nike      |
| 2000            | Naai      |
| 2000-2003       | Puma      |
| 2003-2010       | Kappa     |
| 2010-2016       | Adidas    |
| 2016-2023       | Nike      |
| 2023-actualidad | Puma      |

| Periodo         | Patrocinador |
| --------------- | ------------ |
| 1982-1983       | Fiat         |
| 1983-1986       | Rubin        |
| 1986-1987       | Iskra Delta  |
| 1988-1989       | Lee Cooper   |
| 1988-1989       | Beko         |
| 1989-1992       | Aiwa         |
| 1993-1996       | Goma         |
| 1996-1998       | Oki          |
| 1998-2003       | Peugeot      |
| 2003-2004       | Superfund    |
| 2004-2006       | Imlek        |
| 2006            | Austrotherm  |
| 2006-2009       | Volkswagen   |
| 2009-2010       | MSI          |
| 2010-2012       | EPS          |
| 2012-2015       | Lav Pivo     |
| 2015-actualidad | MTS          |

*Solo partidos de competición europea y Copa

### Escudo

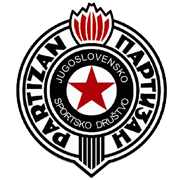
Escudo de Partizán.

El primer escudo que llevó el Partizán consistía en un círculo azul con una cruz roja, una estrella de cinco puntas afiladas en color amarillo con las letras JA —Jugoslovenska Armija— ("el ejército yugoslavo"). Pronto, el escudo se alteró por completo y comenzó a tomar la forma del escudo actual. El círculo central se convirtió en blanco con una estrella roja de cinco puntas en el mismo, dentro de un círculo azul en la que fue escrito "El ejército yugoslavo" y ambos fueron bordeadas por un círculo amarillo y sobre el círculo había una corona de flores de color verde. La parte inferior del emblema era de color rojo y rayas blancas, y en la parte superior había una antorcha roja (una clara referencia al escudo nacional de la ex Yugoslavia).
En los años cincuenta, el Partizán fue separado del Ejército Yugoslavo (JNA) y, por primera vez, el nombre del equipo fue escrito en cirílico y latino en el círculo exterior de color amarillo el escudo del club. La inscripción del ejército yugoslavo desapareció del escudo y fue reemplazado por las palabras Sportsko Društvo ("Sociedad Deportiva"). El Partizán utilizó este emblema hasta 1958, cuando cambió los colores del club de azul y rojo a blanco y negro. Entonces, la Sociedad Deportiva procedió a omitir por completo todos los símbolos del ejército yugoslavo del escudo. Este cambió a ser totalmente blanco y negro, mientras que la antorcha roja y la estrella de cinco puntas se mantuvo.
Desde 1992, Yugoslavia dejó de existir y en lugar de Jugoslovensko Sportsko drustvo ("Sociedad Deportiva Yugoslava") en un círculo negro en la cima por primera vez se insertó las palabras Fudbalski klub (fútbol club) y este emblema se ha mantenido sin cambios hasta la actualidad. En la temporada 2007-08, el Partizán ganó su 20.º campeonato de la Liga y sumó dos estrellas en la parte superior de su emblema, símbolo de los veinte títulos ganados. El nuevo emblema fue diseñado por el pintor Branko Šotra. Sin embargo, hay un emblema la alternativo que los aficionados del Partizán denominan "Lopata" (la pala). Este emblema ha encontrado su lugar solo en entradas, suvenires y folletos del club, pero nunca se ha visto en la camiseta del Partizán.

## Estadio

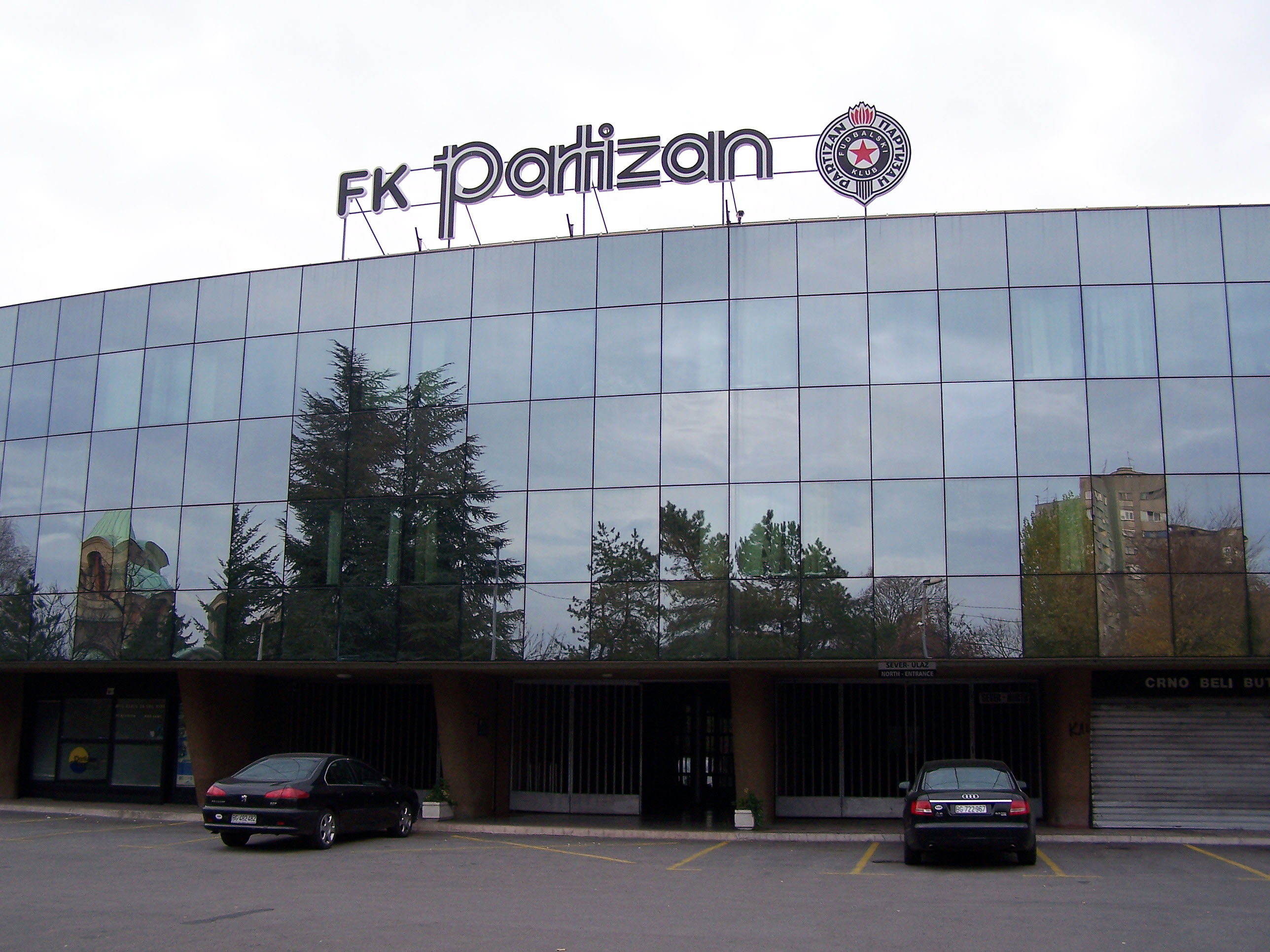
Estadio Partizan en Belgrado, Serbia.

Actualmente, el Partizán ejerce como local en el Stadion Partizana. Sin embargo, durante gran parte de su historia, este recibió el nombre de Stadion JNA (Estadio del Ejército Popular Yugoslavo), nombre por el que aún es denominado en ocasiones. En sus inicios el estadio tenía una capacidad de alrededor de 55.000 espectadores, pero tras las reformas impuestas por la UEFA, entre las que se cuentan la instalación de asientos individuales, su aforo quedó reducido a 37.710 espectadores. En la actualidad se espera que el estadio sea remodelado por la empresa suiza Mob Lab, tras lo que su capacidad será de 45.000 espectadores sentados.
El estadio fue usado desde mediados de los años 1950 hasta 1987 como el punto final de las festividades del denominado Día de la juventud. El 25 de mayo de cada año, el bastón del Relevo de la juventud era entregado por último a Josip Broz Tito, presidente de Yugoslavia.
El club cuenta además con el complejo deportivo Partizan-Teleoptik, también conocido como Zemuelo, que cuenta con una superficie de alrededor de 10 hectáreas y está situado en la parte oeste de Zemun, junto al aeropuerto de la ciudad.

## Afición
De acuerdo con una encuesta nacional de 2008, el Partizán es el segundo club de fútbol más popular de Serbia, detrás de sus históricos rivales del Estrella Roja de Belgrado. El club tiene una gran base de seguidores en Montenegro, Bosnia y Herzegovina (especialmente en la entidad serbobosnia de la República Srpska) y Croacia. Sin embargo, también tienen muchos seguidores en todas las otras repúblicas exyugoslavas como Macedonia del Norte y Eslovenia, y entre la diáspora serbia, sobre todo en Alemania Austria, Suiza, Suecia, Canadá, Estados Unidos y Australia.

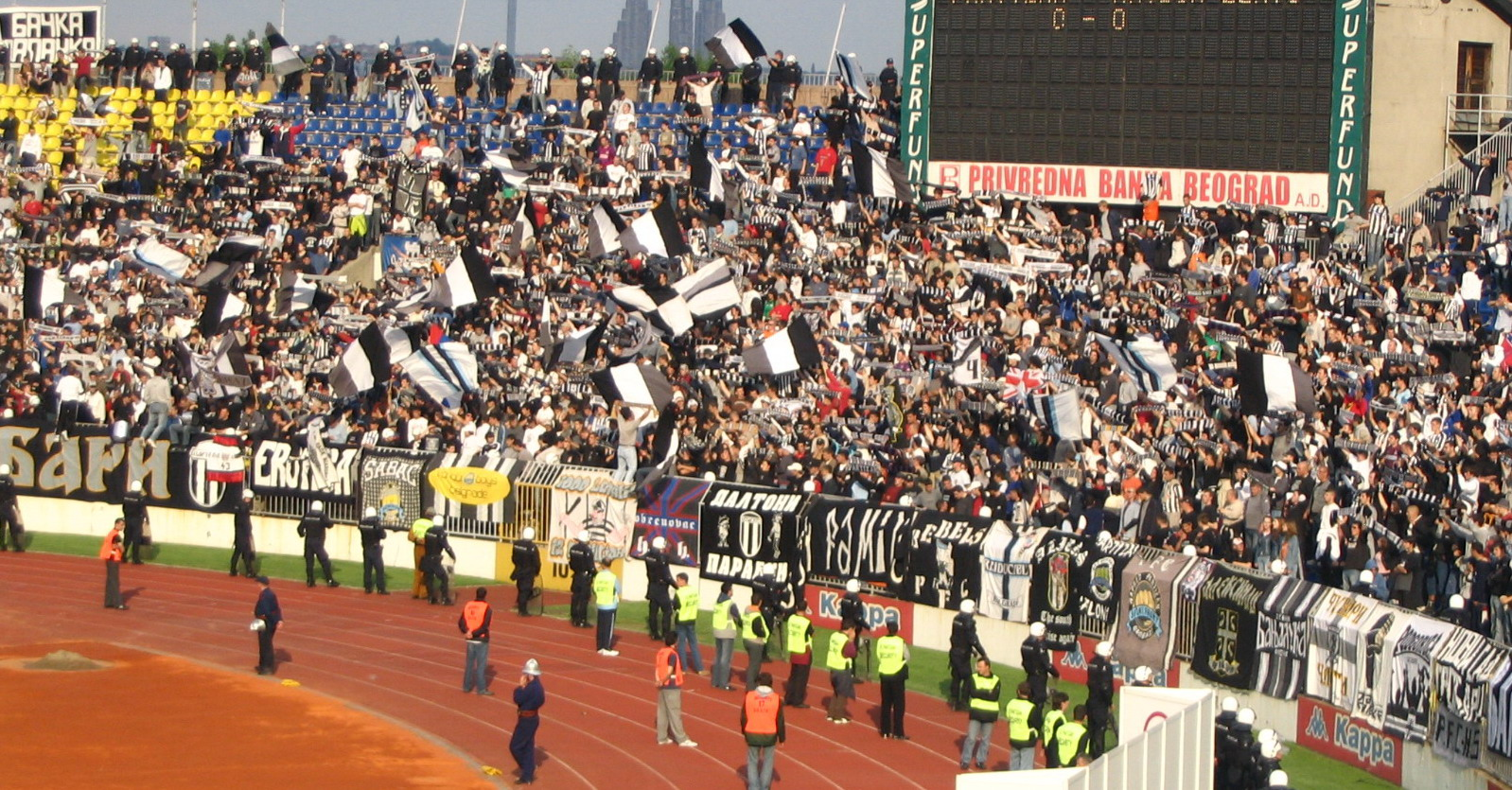
Aficionados del Partizán, denominados Grobari.

El sector más radical de la afición del Partizán son los Grobari («sepultureros»), una organización de hinchas que se formó en 1970 y situado principalmente en el fondo sur del Estadio Partizán; por lo tanto, también se les conoce como Grobari Jug («los sepultureros del sur»). El término Grobari también se extiende, popularmente, a cualquier aficionado del Partizán sea o no miembro de la organización. El apodo fue acuñado por los Delije, la hinchada radical del Estrella Roja de Belgrado, en referencia a los colores del Partizán, en su mayoría negros, similares a los uniformes oficiales de empresarios de pompas fúnebres de los cementerios. La otra teoría es que el nombre proviene de una mala interpretación del nombre de la calle en la que se encuentra el estadio del Partizán, la calle Humska (humka se traduce como tumba o sepultura), cuando en realidad la calle lleva el nombre de la tierra medieval serbia de Hum, hoy en día parte de Herzegovina y Dalmacia meridional.
Los Grobari acuden a apoyar a todas las secciones de la Sociedad Deportiva Partizan y en el transcurso del tiempo se han convertido en reconocibles por su ruidosos y constantes cánticos, así como su devoción y lealtad al club. La base de su cánticos se refiere en la escena hincha serbia bajo el principio de "srce, ruke, glas" («corazón, manos, voz») o "glas i dlan" («voz y palmas»), junto con las canciones en el estilo distintivo. Los Grobari en su conjunto mantienen una estrecha amistad con otros grupos de seguidores organizados europeos como los del PAOK, Steaua Bucureşti, PFC CSKA Sofía y el CSKA Moscú, que se inició originalmente debido a la fe ortodoxa común entre las dos hinchadas y fondos fundacionales similares. Se ha sugerido que "muchos de los ultras participaron en los conflictos armados y llevan sus cicatrices hoy, traduciendo la naturaleza tribal de las guerras yugoslavas a sus clubes y grupos ultras".

## Rivalidad
El rival histórico del Partizán es el Estrella Roja, que forma parte de la otra gran y popular sociedad deportiva en Serbia. Ambos disputan el Večiti derbi o derbi eterno de Belgrado. Los clubes son los más populares de Montenegro y la República Srpska, pero también tienen muchos seguidores en el resto de las antiguas repúblicas yugoslavas, así como en la diáspora yugoslava.
La rivalidad se inició inmediatamente después de la creación de los dos clubes en 1945. El Estrella Roja fue fundada con estrechos vínculos con el Ministerio del Interior y el Partizán como la sección de fútbol del Ejército Popular Yugoslavo. Desde entonces, ambos clubes han sido dominantes en el fútbol nacional. El partido es particularmente conocido por la pasión de los seguidores del Estrella Roja, llamados Delije, y los partidarios del Partizán, los Grobari («sepultureros»). Las tribunas de las dos hinchadas preparan fuegos artificiales, confeti de colores, banderas, rollos de papel, antorchas, humo, tambores, carteles gigantes y coreografías que se utiliza para crear la grandeza visual y aplicar presión psicológica sobre los equipos visitantes, de ahí el lema "Welcome to Hellgrade" («Bienvenidos a Infiernogrado», juego de palabras en inglés con hell —infierno— y Belgrade). La rivalidad también se intensifica por el hecho de que ambos clubes tienen sus estadios situados a solo unos cientos de metros de distancia.
El duelo es considerado como una de las rivalidades más longevas y peligrosas del fútbol mundial. En 2009, el diario británico Daily Mail clasificó el partido entre los dos grandes del fútbol de Belgrado como el cuarto derbi más importante entre las diez mayores rivalidades del fútbol de todos los tiempos. La mayor afluencia de público a un derbi de Belgrado fue de 100 000 espectadores (90 142 con entradas) el 7 de noviembre de 1976 en el estadio Estrella Roja. La victoria más amplia fue lograda por el Partizán, 7–1, el 6 de diciembre de 1953 en el estadio Partizán.

## Datos del club
- Temporadas en 1ª: 62 (1946/47-)[26]
- Temporadas en 2ª: 0
- Mejor puesto en la liga: 1.º
- Peor puesto en la liga: 15.º (1978/79)
- Mayor goleada conseguida:
  - En campeonatos nacionales: 10-0 a Buducnost en 1950 y a Borac Cacak en 1996.
  - En torneos internacionales: 7-1 a FC Santa Coloma en 2001.
- Mayor goleada encajada:
  - En torneos internacionales: 0-6 de Dinamo de Alemania en 1970.
- Máximo goleador: Stjepan Bobek (425 goles)
- Más partidos disputados: Momcilo Vukotic (791 partidos)

## Entrenadores
En la historia del Partizan, 45 entrenadores han dirigido el club. Ljubiša Tumbaković tuvo el periodo más largo al frente del Partizan, con nueve años (siete consecutivos), y es el entrenador más exitoso en la historia del Partizan, con seis campeonatos nacionales y tres copas nacionales ganadas.
- Franjo Glaser (1945)
- Illés Spitz (1946–1951)
- Toni Pogačnik (1952–1953)
- Illés Spitz (1953)
- Milovan Ćirić (1953–1954)
- Illés Spitz (1954–1955)
- Aleksandar Tomašević (1955–1956)
- Kiril Simonovski (1956–enero 1957)
- Florijan Matekalo (enero 1957–junio 1957)
- Géza Kalocsay (1957–1958)
- Illés Spitz (1958–1960)
- Stjepan Bobek (1960–1963)
- Kiril Simonovski (1963)
- Marko Valok (1963–febrero 1964)
- Florijan Matekalo (febrero–agosto 1964)
- Aleksandar Atanacković (agosto–diciembre 1964)
- Marko Valok (1965)
- Abdulah Gegić (1965–junio 1966)
- Kiril Simonovski (junio 1966–octubre 66)
- Stevan Vilotić (octubre 1966–1967)
- Stjepan Bobek (1967–1969)
- Stevan Vilotić (1969–noviembre 1969)
- Kiril Simonovski (noviembre 1969–junio 1970)
- Gojko Zec (julio 1970–diciembre 1971)
- Velibor Vasović (diciembre 1971–noviembre 1973)
- Mirko Damjanović (noviembre 1973–noviembre 1974)
- Tomislav Kaloperović (noviembre 1974–octubre 1976)
- Jovan Miladinović (octubre 1976–diciembre 1976)
- Ante Mladinić (enero 1977–diciembre 1978)
- Florijan Matekalo (enero 1979–abril 1979)
- Jovan Miladinović (abril 1979–julio 1979)
- Josip Duvančić (julio 1979–junio 1980)
- Tomislav Kaloperović (julio 1980–julio 1982)
- Miloš Milutinović (julio 1982–agosto 1984)
- Nenad Bjeković (agosto 1984–junio 1987)
- Fahrudin Jusufi (julio 1987–septiembre 1988)
- Momčilo Vukotić (septiembre 1988–septiembre 1989)
- Ivan Golac (septiembre 1989–abril 1990)
- Nenad Bjeković (abril 1990–julio 1990)
- Miloš Milutinović (julio 1990–julio 1991)
- Ivica Osim (julio 1991–julio 1992)
- Ljubiša Tumbaković (julio 1992–junio 1999)
- Miodrag Ješić (junio 1999–mayo 2000)
- Ljubiša Tumbaković (mayo 2000–diciembre 2002)
- Lothar Matthäus (diciembre 2002–diciembre 2003)
- Vladimir Vermezović (enero 2004–octubre 2005)
- Jürgen Röber (octubre 2005–mayo 2006)
- Miodrag Ješić (mayo 2006–enero 2007)
- Miroslav Đukić (enero 2007–diciembre 2007)
- Slaviša Jokanović (diciembre 2007–septiembre 2009)
- Goran Stevanović (septiembre 2009–abril 2010)
- Aleksandar Stanojević (abril 2010–enero 2012)
- Avram Grant (enero 2012–mayo 2012)
- Vladimir Vermezović (mayo 2012–abril 2013)
- Vuk Rašović (abril 2013–diciembre 2013)
- Marko Nikolić (diciembre 2013–marzo 2015)
- Zoran Milinković (marzo 2015–octubre 2015)
- Ljubinko Drulović (octubre 2015–diciembre 2015)
- Ivan Tomić (diciembre 2015–julio 2016)
- Marko Nikolić (agosto 2016–mayo 2017)
- Miroslav Đukić (junio 2017–agosto 2018)
- Zoran Mirković (agosto 2018–marzo 2019)
- Savo Milošević (marzo 2019–septiembre 2020)
- Aleksandar Stanojević (septiembre 2020–junio 2022)
- Ilija Stolica (junio 2022–agosto 2022)
- Gordan Petrić (agosto 2022–febrero 2023)
- Igor Duljaj (marzo 2023–abril 2024)
- Albert Nađ (abril 2024–junio 2024)
- Aleksandar Stanojević (junio 2024–septiembre 2024)
- Savo Milošević (septiembre 2024–diciembre 2024)
- Srđan Blagojević (enero 2025–presente)

## Presidentes
| Nombre             | Periodo   |
| ------------------ | --------- |
| Ratko Vujović      | 1950      |
| Bogdan Vujošević   | 1952–1956 |
| Đuro Lončarević    | 1956–1958 |
| Martin Dasović     | 1958–1962 |
| Dimitrije Pisković | 1962–1963 |
| Ilija Radaković    | 1963–1965 |
| Vladimir Dujić     | 1965–1967 |
| Mića Lovrić        | 1967–1971 |
| Milosav Prelić     | 1971–1973 |
| Vesa Živković      | 1973–1974 |
| Predrag Gligorić   | 1974–1975 |

| Nombre            | Periodo   |
| ----------------- | --------- |
| Nikola Lekić      | 1975–1979 |
| Vlada Kostić      | 1979–1981 |
| Miloš Ostojić     | 1981–1983 |
| Dragan Papović    | 1983–1987 |
| Zdravko Lončar    | 1987–1988 |
| Ivan Ćurković     | 1989–2006 |
| Nenad Popović     | 2006–2007 |
| Tomislav Karadžić | 2007–2008 |
| Dragan Đurić      | 2008–2014 |
| Zoran Popović     | 2014–2016 |
| Milorad Vučelić   | 2016–     |

- Fuente:[28]

## Palmarés

### Profesional

#### Torneos nacionales
Ligas Nacionales: 27 
- Primera Liga de Yugoslavia (11): 1947, 1949, 1961, 1962, 1963, 1965, 1976, 1978, 1983, 1986, 1987
- Primera Liga de Serbia y Montenegro (8) 1993, 1994, 1996, 1997, 1999, 2002, 2003, 2005
- Superliga de Serbia (8): 2008, 2009, 2010, 2011, 2012, 2013, 2015, 2017

Copas Nacionales: 16 
- Copa de Yugoslavia (6): 1947, 1952, 1954, 1957, 1989, 1992
- Copa de Serbia y Montenegro (3): 1994, 1998, 2001
- Copa de Serbia (7): 2008, 2009, 2011, 2016, 2017, 2018, 2019

Supercopas Nacionales: 1 
- Supercopa de Yugoslavia (1): 1989

#### Torneos regionales
- Liga de Campeones de Yugoslavia (6): 1961, 1969, 1993 (invierno), 1993 (el verano), 1994, 1995
- Copa de la Liberación de Belgrado (1): 1964

#### Torneos internacionales
- Subcampeón de la Copa de Europa (1): 1966

#### Torneos amistosos
- Torneo de Bukurest: 1947[29]
- Torneo de Wiena: 1949[30]
- Torneo de Amberes: 1951[31]
- Torneo de Hamburgo: 1952 (Compartido con Hamburgo SV)[32]
- Trofeo Belgrado Ferias: 1959[33]
- Trofeo Mohamed V: 1963
- Trofeo Ciudad de México: 1970[34]
- Trofeo Pentagonal Ciudad de Bogotá: 1971[35]
- Trofeo Valencia: 1971[36]
- Trofeo Algere: 1975[37]
- Trofeo Colombino de fútbol: 1976
- Copa Mitropa: 1978
- Trofeo Marjan de Split: 1978[38]
- Lunar New Year Cup: 1984[39]
- Torneo Aniversario 40 FK Partizán: 1985
- Torneo de Basilea: 1985 (Compartido con Bayern de Múnich y FC Basilea)[40]
- Torneo de Cannes: 1988[41]
- Uhren Cup: 1989[42]
- Torneo de Minhen: 1989[43]
- Copa Alpen: 2004[44]
- Torneo 100 aniversario TSV, de Karlsruher: 2005[45]

## Participación en competiciones de la UEFA
Perdió la décima Final de la Copa de Europa, ante el Real Madrid, en 1966; quién a la postre, ganaría su sexta Copa de Europa. 